# Alexandru Marcu
Alexandru Marcu (* 31. Dezember 1894 in Suceava; † 27. Februar 1955 im Gefängnis Văcărești in Bukarest) war ein rumänischer Romanist, Italianist, Rumänist, Komparatist und Übersetzer.

## Leben und Werk
Marcu ging in Craiova zur Schule und studierte an der Universität Bukarest bei Ramiro Ortiz, dem er 1933 auf seinem Lehrstuhl für Italianistik nachfolgte. Er ging in die Politik und wurde Unterstaatssekretär im Propagandaministerium der Regierung Ion Antonescu. Nach dem Krieg wurde er von den Kommunisten zu 12 Jahren Gefängnis verurteilt. Er starb in Haft.
Marcu war Korrespondierendes Mitglied (1940) der Rumänischen Akademie.

## Werke
- Romanticii italieni şi Românii, Bukarest 1924
- La Spagne ed il Portogallo nella visione dei romantici italiani, in: Ephemeris dacoramana. Annuario della Scuola romena di Roma, 2, 1924, S. 66–222
- V. Alecsandri şi Italia, Bukarest 1927 (italienisch: V. Alecsandri e l'Italia. Contributo alla storia dei rapporti culturali tra l'Italia e la Rumenia nell'Ottocento, Rom 1929)
- (Übersetzer) Giovanni Papini, Viața lui Isus, Bukarest 1928, Chișinău 1991(Originaltext: Storia di Cristo, 1921)
- Romantismul italian, Bukarest 1929
- Dictionar roman-italian, Bukarest 1929 (624 Seiten)
- Conspiratori şi conspiraţii in epoka renaşterii politice a României 1848-1877, Bukarest 1930
- (Übersetzer) Dante Alighieri, Infernul. Purgatoriul. Paradisul, 3 Bde., Craiova 1932–1934 (Prosaübersetzung)
- Simion Bărnuțiu, Al. Papiu Ilarian și Iosif Hodoș la studii în Italia cu documente inedite, Bukarest 1935
- Torquato Tasso în romantica românească, I, Bukarest 1937
- Figuri femenine din renaștere, Bukarest 1939
- (Hrsg.) Critica italiană dela Vico la Croce. Antologia alcatuita, Bukarest 1941 (Anthologie der italienischen Literaturkritik von Vico bis Croce)
- Aspecte italiene (schite, studii, amintiri), Bukarest 1942
- Valoarea artei in Renaştere, Bukarest 1942, 1982 (italienisch: Il valore dell'arte nel Rinascimento, Florenz 1943)